# Sloppy Joe
『Sloppy Joe』（スラッピー・ジョー）は、大江千里1枚目のベスト・アルバム。1989年3月25日発売。1991年11月1日に再発売。規格品番はESCB 1247。

## 解説
大江初のベスト・アルバム。約25万枚を売上、オリコンチャート2位を獲得。全15曲ミック・グゾウスキーによるリミックスバージョンを収録。オリジナル・シングルやアルバム収録曲と別バージョン。1曲目はアカペラによる新曲であり、歌詞カードに表記は無い。「贅沢なペイン」はボーカルも再録音。LP盤（2枚組）とCD盤（1枚）と同時発売。大江最後のアナログLP。CD初盤はデジパック仕様。
2013年11月27日『Sloppy Joe I & II』として『Sloppy Joe II』との2枚組によるデジタルリマスター盤が発売。

## 収録曲
全作詞・作曲：大江千里
| #         | タイトル               | 作詞      | 作曲・編曲 | 編曲     | 時間 |
| --------- | ---------------------- | --------- | ---------- | -------- | ---- |
| 1.        | 「Water & Power」      |           |            |          | 0:23 |
| 2.        | 「POWER」              |           |            | 清水信之 | 4:40 |
| 3.        | 「ワラビーぬぎすてて」 |           |            | 大村憲司 | 2:58 |
| 4.        | 「REAL」               |           |            | 清水信之 | 4:31 |
| 5.        | 「GLORY DAYS」         |           |            | 大村雅朗 | 3:54 |
| 合計時間: | 合計時間:              | 合計時間: | 16:26      |          |      |

| #         | タイトル           | 作詞      | 作曲・編曲 | 編曲     | 時間 |
| --------- | ------------------ | --------- | ---------- | -------- | ---- |
| 6.        | 「贅沢なペイン」   |           |            | 大村雅朗 | 4:57 |
| 7.        | 「コンチェルト」   |           |            | 清水信之 | 5:57 |
| 8.        | 「STELLA'S COUGH」 |           |            | 大村雅朗 | 4:17 |
| 合計時間: | 合計時間:          | 合計時間: | 15:11      |          |      |

| #         | タイトル               | 作詞      | 作曲・編曲 | 編曲     | 時間 |
| --------- | ---------------------- | --------- | ---------- | -------- | ---- |
| 9.        | 「三人目のパートナー」 |           |            | 大村憲司 | 4:21 |
| 10.       | 「Rain」               |           |            | 大村雅朗 | 4:57 |
| 11.       | 「ふたつの宿題」       |           |            | 大村憲司 | 4:57 |
| 12.       | 「フレンド」           |           |            | 清水信之 | 4:47 |
| 合計時間: | 合計時間:              | 合計時間: | 19:02      |          |      |

| #         | タイトル             | 作詞      | 作曲・編曲 | 編曲     | 時間 |
| --------- | -------------------- | --------- | ---------- | -------- | ---- |
| 13.       | 「MAN ON THE EARTH」 |           |            | 清水信之 | 4:11 |
| 14.       | 「きみと生きたい」   |           |            | 大村雅朗 | 4:52 |
| 15.       | 「BOYS & GIRLS」     |           |            | 大村憲司 | 4:43 |
| 合計時間: | 合計時間:            | 合計時間: | 13:46      |          |      |

## ミュージシャン
- 大江千里 - ボーカル、コーラス
- 大村憲司 - ギター
- 清水信之 - ギター、ドラムス、キーボード
- 松原正樹 - ギター
- 佐橋佳幸 - ギター
- 松浦善博 - ギター
- 窪田晴男 - ギター
- 後藤次利 - ベース
- 富倉安生 - ベース
- 高水健司 - ベース
- 美久月千晴 - ベース
- 伊藤広規 - ベース
- 青山純 - ドラムス
- 山木秀夫 - ドラムス
- 島村英二 - ドラムス
- 中村哲 - キーボード、サックス
- 西本明 - キーボード
- 富樫春生 - キーボード
- 大村雅朗 - キーボード
- 小林武史 - キーボード
- 斉藤ノブ -  パーカッション
- 浜口茂外也 - パーカッション
- 数原晋 - トランペット
- 荒木敏男 - トランペット
- 西山健治 - トロンボーン
- ジェイク・コンセプション - サックス
- 平原まこと - サックス
- 小池修 - サックス
- JOEストリングス - ストリングス
- 藤井丈司 - プログラミング
- 遠山淳 - プログラミング
- 松武秀樹 - プログラミング
- 迫田到 - プログラミング
- 浦田恵司 - プログラミング
- 石川鉄男 - プログラミング
- EPO - コーラス
- TM NETWORK - コーラス

### SonyMusic
- Sloppy Joe  –  ディスコグラフィ
- Sloppy Joe Ⅰ&II  –  ディスコグラフィ